# Sakiewnik
Sakiewnik (Origma solitaria) – gatunek małego ptaka z rodziny buszówkowatych (Acanthizidae). Endemit, występuje jedynie w południowo-wschodniej Australii.
Zasięg występowaniaSakiewnik jest endemitem południowo-wschodniej Australii, występuje tylko we wschodniej części stanu Nowa Południowa Walia. Szacowany zasięg występowania tego ptaka obejmuje 71 700 km².
SystematykaNie wyróżnia się podgatunków.
MorfologiaDługość ciała 12,5–15 cm; masa ciała około 14,5 g. Obie płcie są do siebie podobne.
BiotopJego środowiskiem występowania są otwarte lasy klimatu umiarkowanego (w tym eukaliptusowe), wrzosowiska, zarośla oraz obszary skalne (klify nadmorskie, skały, wychodnie skalne). Jest spotykany od poziomu morza do 1130 m n.p.m.
PożywienieJest to ptak owadożerny, zjada też nieco nasion. Żeruje pojedynczo, w parach lub grupach rodzinnych liczących do 5 osobników.
Status zagrożeniaW Czerwonej księdze gatunków zagrożonych IUCN sakiewnik klasyfikowany jest jako gatunek najmniejszej troski (LC – least concern). Liczebność populacji nie została oszacowana, ale ptak ten opisywany jest jako lokalnie pospolity. Gatunek ucierpiał z powodu rozwoju zabudowy miejskiej na skrajach jego zasięgu występowania, koło Sydney. Jednak większa część siedlisk sakiewnika znajduje się obecnie pod ochroną i z tego powodu trend liczebności jego populacji oceniany jest jako stabilny.